# 石榴班
石榴班，是台灣雲林縣斗六市的一個傳統地域名稱，位於該市東北部。相較於今日行政區，其範圍大致包括榴南里不含東南部、榴中里不含東北端及西南端、榴北里、十三里東南端、長安里東南端。
石榴班地區其「石榴」─「射榴班」地名的由來，依據日治時代的資料，因石榴區所產砂石品質很好，狀似「射榴」(台語，指一種水果)的種子顆粒般圓潤，便以自然植物命名，故名「射榴」。日後口傳將「射」改成「石」，就成了今天的地名

## 歷史
台灣清治末期至日治初期，石榴班地區為一街庄，稱為「石榴班庄」，隸屬於斗六堡。該庄西北與竹圍仔庄為鄰，東北與九芎林庄為鄰，東南邊為咬狗庄，南邊為內林庄，西南邊為海豐崙庄。
1901年（日治明治三十四年）11月，全台廢縣廳改設二十廳，該庄隸屬於斗六廳。1903年（明治三十六年）6月，該庄編入「斗六區」，隸屬於斗六廳。1909年（明治四十二年）10月，合併二十廳為十二廳，斗六區改隸屬於嘉義廳。1920年（大正九年），全台地方制度大改正，廢十二廳改設五州二廳，該庄改制為「石榴班」大字，隸屬於臺南州斗六郡斗六街。
戰後斗六街改制為斗六鎮，隸屬於臺南縣，大字亦改制為里。1946年8月，斗六、林內分治，本地區仍隸屬斗六鎮。1950年10月，雲、嘉、南分治，斗六鎮改隸屬雲林縣。1981年，斗六鎮升格為縣轄斗六市。

## 聚落
本地區發展較早的聚落有石榴班、牛埔仔、井仔埔等，在日治期初期的官方地圖上已有記載。此外，本地區尚有田部、上水尾口等聚落。

## 交通
台鐵縱貫線是台灣西部南北鐵路幹線，大致以東北—西南走向經過石榴班地區中部略偏西北地帶。境內設有石榴車站，屬招呼站，僅停靠區間車。由此可前往台鐵沿線各站。
國道3號又稱「福爾摩沙高速公路」，是貫穿台灣西部的兩條縱向高速公路之一，大致以西北微北—東南微南走向經過本地區東端。境內未設交流道，但省道台3線交會處的斗六交流道即在本地區東北部邊界外緣。由此可快速前往台灣南北各地。
省道台3線（石榴路）俗稱「內山公路」，是臺北至屏東的幹道，大致以東北—西南走向轉東北東—西南西走向經過本地區。由該道路向東北經國道3號斗六交流道後可前往林內、竹山、名間、南投等地；向西南西經斗六市區外環道轉南可前往古坑、梅山、竹崎等地。
鄉道雲55線（中興路、石榴路、南仁路）是頂半治至梅林（內林）的道路，大致以西北—東南走向由本地區西北部邊界入境後，經鄉道雲68線終點路口後進入石榴班聚落蜿蜒而行，至省道台3線路口暨鄉道雲218線起點路口轉西南與省道台3線共線約30公尺，至南仁路路口轉西南微南獨行，出聚落後轉南南東蜿蜒而行，經鄉道雲55-1線終點路口後轉東南以至於本地區南部邊界東側出境。由該道路向西北可前往竹圍子、大埔尾東北端、新庄子、湖子內地區西部的後半治聚落並止於鄉道雲56線路口；向東南可前往內林並止於鄉道雲214線路口。
鄉道雲55-1線（榴南路）是石榴班橋至牛埔仔（終點在井仔埔）的道路，全線位於本地區境內，其西北側端點（起點）位於本地區西南部的省道台3線路口。由此向東南可前往本地區南部偏東的井仔埔聚落並止於鄉道雲55線路口。
鄉道雲67-1線是九芎林至楓樹湖的道路，其南側端點（終點）位於本地區東部邊界外緣的鄉道雲218線路口，也就是國道3號高架橋下東側。由此向北轉北北西入境後，轉北北東經本地區東北端出境，可前往咬狗與九芎林交界地帶、咬狗西北端、九芎林並止於鄉道雲67線路口（接近省道台3線路口）。
鄉道雲68線是萬年至榴北的道路，其東側端點（終點）位於本地區西北部的鄉道雲55線路口。由此向西走W形路線可前往竹圍子中部偏南的萬年聚落北郊並止於鄉道雲65線路口。
鄉道雲218線是石榴班至湖本的道路，其西側端點位於石榴班聚落東南側的省道台3線路口暨鄉道雲55線轉角路口。由此向東北東轉東微北，出境後經國道3號高架橋下、鄉道雲67-1線終點路口可前往咬狗地區中部偏北並止於湖山寮聚落。

## 橋梁
- 石榴班橋（台3線）
- 林子頭溪橋（台鐵縱貫線）

## 學校
- 石榴國中
- 石榴國小

## 文化資產
- 石榴站車站及職員宿舍（歷史建築）
- 石榴班長和宮班鳩媽-大媽(文化古物)
- 石榴班長和宮班鳩媽-三媽(文化古物)
- 石榴班長和宮班鳩媽-四媽(文化古物)
- 石榴班長和宮石雕獅座燭台(文化古物)

## 產業
- 斗六工業區